# Biotürme Lauchhammer

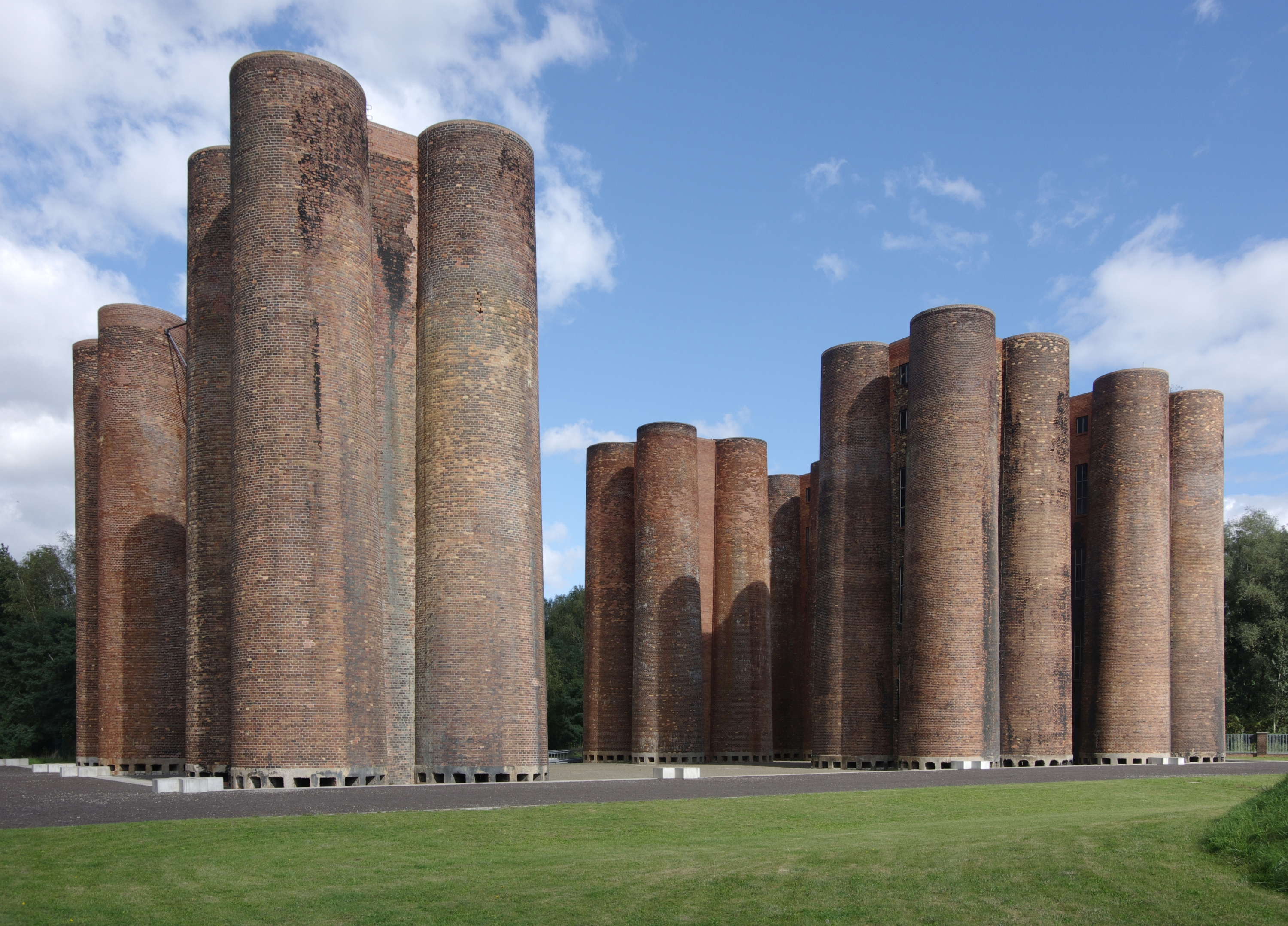
Die Biotürme in Lauchhammer.

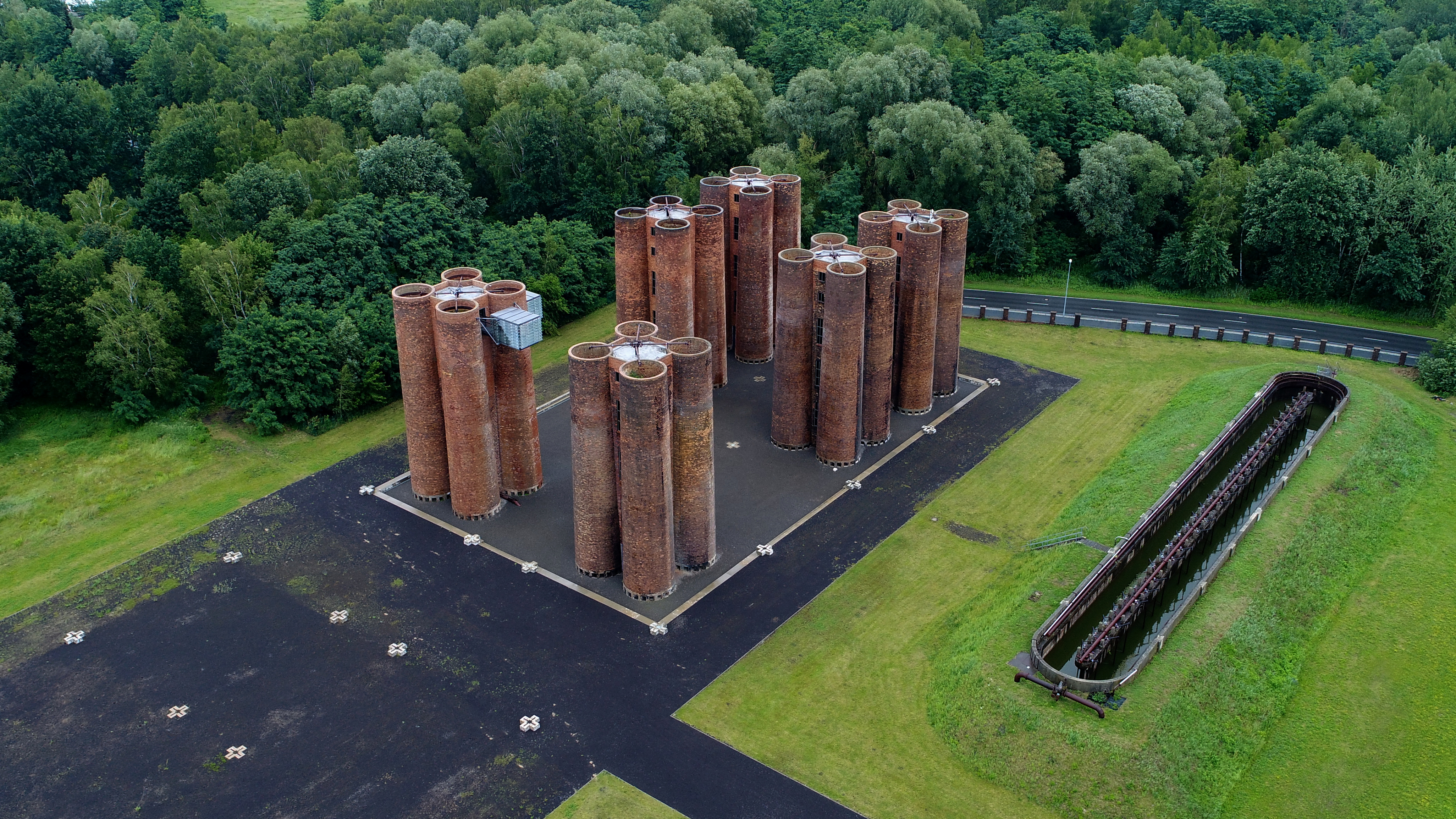
Biotürme Lauchhammer aus der Vogelperspektive (2017)

Die Biotürme sind ein Industriedenkmal in der südbrandenburgischen Stadt Lauchhammer im Landkreis Oberspreewald-Lausitz. Unter dem Motto Castel del Monte der Lausitz wurden die letzten Relikte der einst Lauchhammer mitprägenden Koksproduktion in die Projektliste der Internationalen Bauausstellung Fürst-Pückler-Land aufgenommen und ihr Abriss verhindert. Die Biotürme befinden sich auf der Denkmalliste des Landkreises Oberspreewald-Lausitz.
Die bereits von weitem erkennbare aus 24 Türmen bestehende 22 Meter hohe Landmarke ist 1957 auf dem Gelände der einstigen Braunkohlen-Kokerei im Norden von Lauchhammer-West errichtet und 1958/59 in Betrieb genommen worden. Hier wurden bis zur Stilllegung der 1952 in Betrieb genommenen Kokerei phenolhaltige Abwässer durch Verrieseln über Hochofenschlacke, mit welcher diese sogenannten Turmtropfkörper befüllt waren, biologisch behandelt.
Seit 1996 stehen die Türme, welche einst von einem die Aufbereitung begleitenden üblen Geruch geprägt waren, unter Denkmalschutz. Der Betrieb der Anlage wurde am 31. Dezember 2002 eingestellt. Nach ihrer im Jahre 2006 mit Mitteln aus dem Europäischen Fonds für Regionale Entwicklung und aus der Braunkohlesanierung begonnenen Sanierung ist sie seit ihrer Eröffnung am 17. Juli 2008 im Rahmen eines Projektes der Internationalen Bauausstellung Fürst-Pückler-Land öffentlich zugänglich. Besucher können einen der bis 2002 genutzten Türme besteigen und über zwei verglaste Aussichtskanzeln weit über das ehemalige Industrieareal schauen.
Des Weiteren gibt es auf dem Gelände ein Ausstellungsgebäude und es steht ein Konzert- und Theaterraum für öffentliche Veranstaltungen zur Verfügung. Heute gehören die Biotürme einer gemeinnützigen Tochtergesellschaft der 1994 gegründeten Stiftung Kunstgussmuseum Lauchhammer.
2023 diente das Gelände der Biotürme als Drehort für Betterovs Musikvideo Jil Sander Sun.

## Literatur (Auswahl)

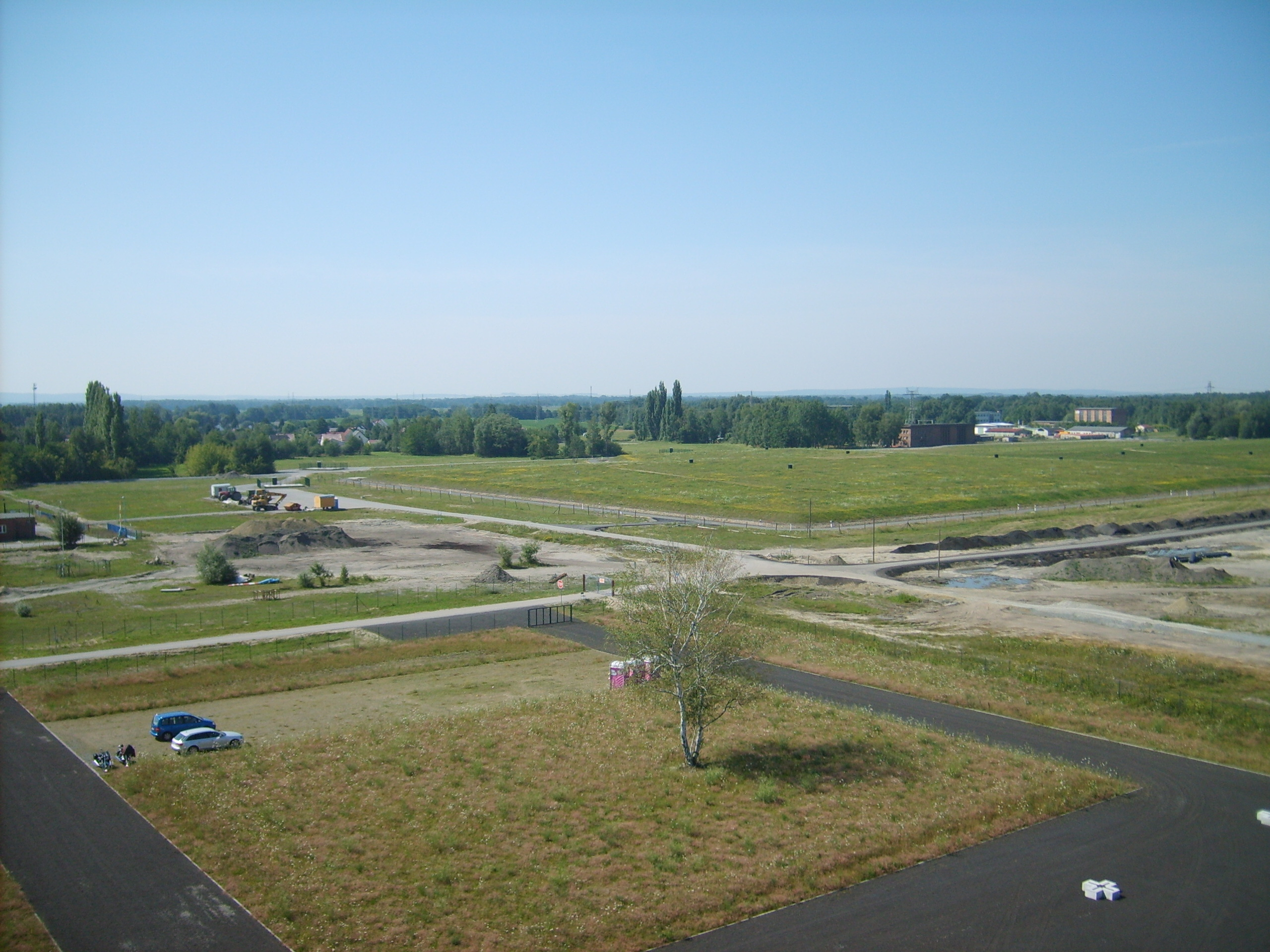
Blick über das einstige Kokerei-Gelände.